# Adrian Hardiman

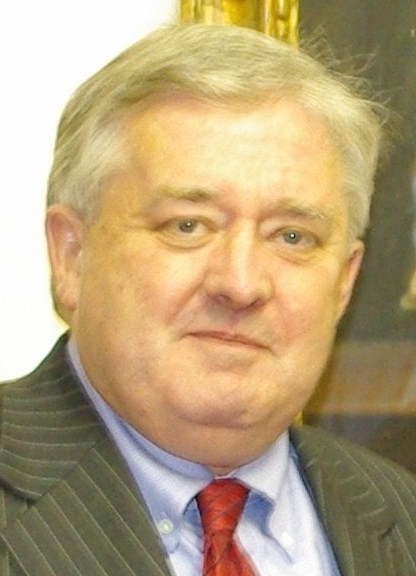
Adrian Hardiman (2009)

Adrian Hardiman (* 21. Mai 1951 in Coolock, Dublin, Irland; † 7. März 2016 in Portobello, Dublin) war ein irischer Richter und früherer Rechtsanwalt (Barrister).

## Biografie
Hardiman studierte ab 1969 Geschichte am University College Dublin, schloss dort 1972 mit dem Bachelor ab und wurde am King’s Inns zum Barrister (Prozessanwalt) ausgebildet. Er wurde 1974 zur Rechtsanwaltschaft zugelassen. Im gleichen Jahr trat er der Fianna Fáil bei. 1985 war er einer der Gründungsmitglieder der Progressive Democrats. 1989 wurde er Senior Counsel.
Er soll in den ausgehenden 1990er Jahren einer der am besten verdienenden Rechtsanwälte in Irland gewesen sein. 2000 wurde er auf Veranlassung der Progressive Democrats zum Richter am Supreme Court ernannt. Die von Hardiman beeinflusste Rechtsprechung wurde liberaler. Hardiman konnte in den von ihm abgefassten Urteilen den Strafverfolgungsbehörden engere Grenzen aufzeigen.
Bis zu seinem Tod blieb er Richter.

## Privates
Adrian Hardiman war seit 1974 mit der Richterin Yvonne Murphy verheiratet, mit der er drei Kinder hatte.